# Миткевич, Владимир Фёдорович
Владимир Фёдорович Миткевич (22 июля (3 августа) 1872, Минск, Российская империя — 1 июня 1951, Москва, Российская СФСР, СССР) — советский учёный-физик, специалист в области электротехники, доктор физико-математических наук, профессор, академик Академии наук СССР (1929). Лауреат премии А. С. Попова (1906), Заслуженный деятель науки и техники РСФСР (1933), лауреат Сталинской премии первой степени (1943).

## Биография
Владимир Миткевич родился 3 августа 1872 года в Минске в семье священника. В 1891 году окончил Минскую классическую гимназию, в 1895 году — физико-математический факультет Петербургского университета. В августе 1895 года начал работу в Электротехническом институте в должности лаборанта по электротехнике. По приглашению Михаила Шателена с сентября 1896 года занимал должность ассистента по кафедре физики и электротехники в Горном институте. По словам Шателена, «годы самостоятельной, настойчивой работы в Горном институте создали из Владимира Фёдоровича настоящего учёного-исследователя». С августа 1898 года по август 1901 года исполнял обязанности лаборанта по физике на Высших женских курсах.
В сентябре 1904 года преподавал в Санкт-Петербургском политехническом институте, где начал чтение лекций по теоретическим основам электротехники. В январе 1906 года Владимир Фёдорович защитил диссертацию на тему «О вольтовой дуге» и получил звание адъюнкта по электротехнике. С 1911 по 1919 год Миткевич работал консультантом аккумуляторного завода «Рекс». С 1914 по 1919 год был консультантом электротехнических заводов «Сименс и Гальске». В 1917 году Владимир Фёдорович был членом Совещания по электротехническим делам при Министерстве торговли и промышленности.
С 1918 по 1930 год был членом Центрального электротехнического совета ВСНХ, а с 1918 по 1923 год состоял заведующим отдела слабых токов в Государственном научно-техническом институте. В 1921 году принял участие в организации Особого технического бюро по военным изобретениям специального назначения, где проработал до 1937 года.
В 1927 году избран членом-корреспондентом Академии наук СССР, а в 1929 году избран членом-корреспондентом Германского общества Elektrotechnischer Verein, от участия в котором отказался в 1937 году. В 1929 году избран действительным членом Академии наук СССР по специальности «энергетика» по Отделению физико-математических наук. С 1935 по 1939 год был председателем Группы технической физики Отделения математических и естественных наук (ОТЕН) Академии наук СССР. С 1939 по 1942 год работал директором Института усовершенствования при Всесоюзном научном инженерно-техническом обществе электриков. С 1940 по 1942 год состоял председателем секции электросвязи ОТЕН Академии наук СССР. С 1944 по 1951 год Миткевич был директором Лаборатории приборостроения Московского отделения Менделеевского химического общества при Академии наук СССР.
Владимир Фёдорович скончался 1 июня 1951 года в Москве. Похоронен на Новодевичьем кладбище.

Семейное захоронение супругов Миткевич на Новодевичьем кладбище

## Научная деятельность
Владимир Фёдорович изучал физические свойства давления дуги на анод. На основании этого исследования определил отношение заряда электрона к его массе, определил основную роль эмитированных катодом электронов в формировании и поддержании дуги, выяснил зависимость температуры катода. Большое значение имели исследования Миткевича по явлению короны в высоковольтных проводах, которые он проводил при создании первой в России высоковольтной лаборатории в Политехническом институте. Результатом этой работы является статья «Явления тихого разряда в высоковольтных воздушных линиях электропередачи». Учёный первым предложил использовать расщеплённые провода в высоковольтных линиях для увеличения порогового напряжения, при котором возникает корона. Изучая явление короны, Владимир Фёдорович проанализировал результаты исследований американского инженера-изобретателя Ральфа Дэвенпорта Мершона, показал необоснованность его выводов и впервые дал разумную методику определения критического напряжения короны.
Большой научный интерес представляли работы Миткевича по изучению причин намагничивания горных пород, выполненные им совместно с Францем Левинсоном-Лессингом.
В 1927 году академики Абрам Иоффе и Пётр Лазарев, обосновывая своё предложение избрать Миткевича членом-корреспондентом Академии наук СССР по физике, писали: «Владимир Фёдорович является одним из лучших экспериментаторов-физиков, умеющим благодаря чрезвычайно ясной постановке вопроса и необычайной тонкости эксперимента разъяснять сложнейшие физические явления и в то же время находить пути к использованию их в технике». Кроме того, они отметили умение Миткевича «сочетать научную глубину и строгость своих исследований с техническим значением поставленных тем и полученных результатов».
Владимир Фёдорович был ярым сторонником концепции близкодействия, которую пропагандировал в своих книгах и выступлениях. 13 декабря 1929 года в Политехническом институте состоялось заседание, посвящённое данной проблеме. Его доклад сопровождался формулами и графическими иллюстрациями. Вначале учёный рассказал о взглядах Фарадея и Максвелла на природу электрического тока. Затем он сформулировал пять основных положений, которые, по его мнению, являются общей характеристикой электрического тока. Главным оппонентом Миткевича был Яков Ильич Френкель, который являлся сторонником концепции дальнодействия. Френкель считал подлинной материей только наэлектризованные частицы — ионы и электроны. По его мнению, материя является первичным образованием, а поле представляет собой своего рода посредник между частицами материи. В этом ключе дискуссия продолжалась и дальше на страницах научных и философских журналов и в различных собраниях.
В 1932 году Владимир Фёдорович опубликовал в журнале «Социалистическая реконструкция и наука» статью «К вопросу о природе электрического тока». В ней он сформулировал 10 вопросов, однозначные ответы на которые должны были определить, придерживается ли отвечающий концепции дальнодействия или близкодействия. В 1933 году Игорь Евгеньевич Тамм в своей статье «О работе философов-марксистов в области физики», опубликованной в журнале «Под знаменем марксизма», указывает, что философы, работающие в области естествознания, по своим знаниям находятся на уровне науки прошлого или начала этого столетия. На это Миткевич ответил в своей статье «О позиции И. Е. Тамма в отношении принципиальных воззрений Фарадея и Максвелла». К этой статье Миткевича редакция журнала «Под знаменем марксизма» дала примечание. Их оценка взглядов участников физической дискуссии означала, что партийное руководство на стороне Миткевича, выражающего диалектико-материалистические взгляды.

## Награды и премии
Владимир Фёдорович Миткевич имел следующие награды:
- орден Ленина (29 августа 1947)[3]
- орден Трудового Красного Знамени (10 июня 1945)[2]
- орден Красной Звезды (1933)[4]
- Сталинская премия I степени (22 марта 1943) — за многолетние выдающиеся работы в области науки и техники[4]
- Премия имени В. И. Ленина (1928)[3]
- Премия имени А. С. Попова (1906)[4]
- Заслуженный деятель науки и техники РСФСР (1933)[2]

### Комментарии
1. ↑  Elektrotechnischer Verein — организация по развитию электротехники, основанная Вернером Сименсом и Генрихом фон Стефаном в 1879 году.
2. ↑  Концепция близкодействия — концепция которая исходит из предположения, что между взаимодействующими телами находится некая промежуточная среда, заполняющая все мировое пространство, Эта среда всегда имела чёткое наименование — эфир[6].